# Italfor

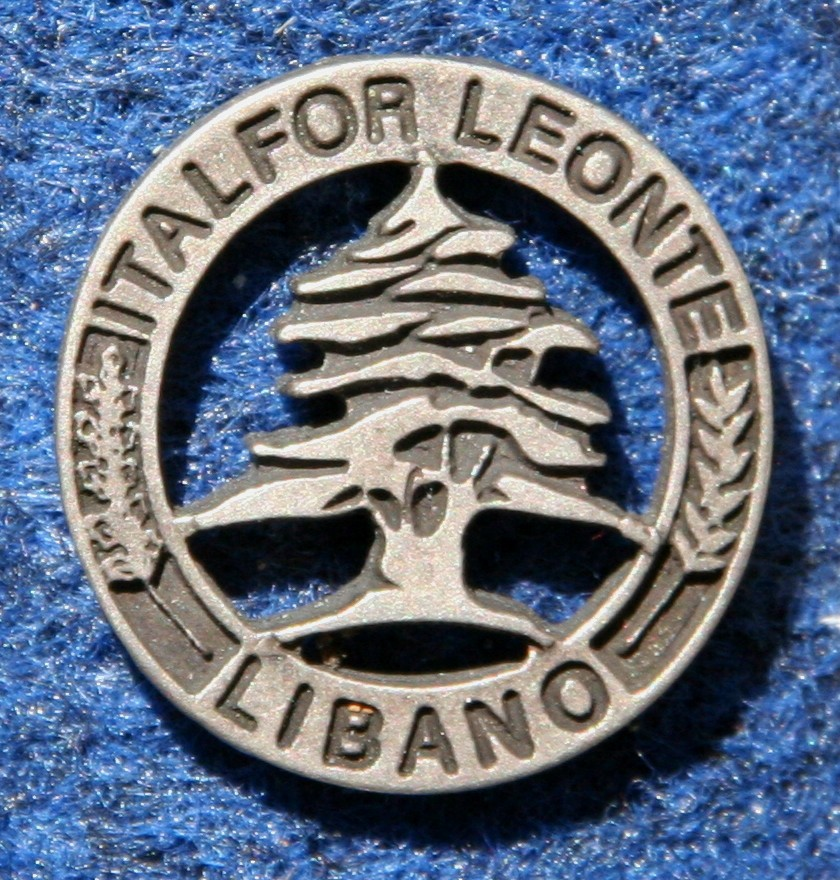
Distintivo di Italfor "Leonte"

ITALFOR (acronimo di Italian Forces ) è la denominazione data ai contingenti militari delle forze armate italiane durante alcune missioni militari italiane, per operazioni multinazionali di peacekeeping.

## Storia

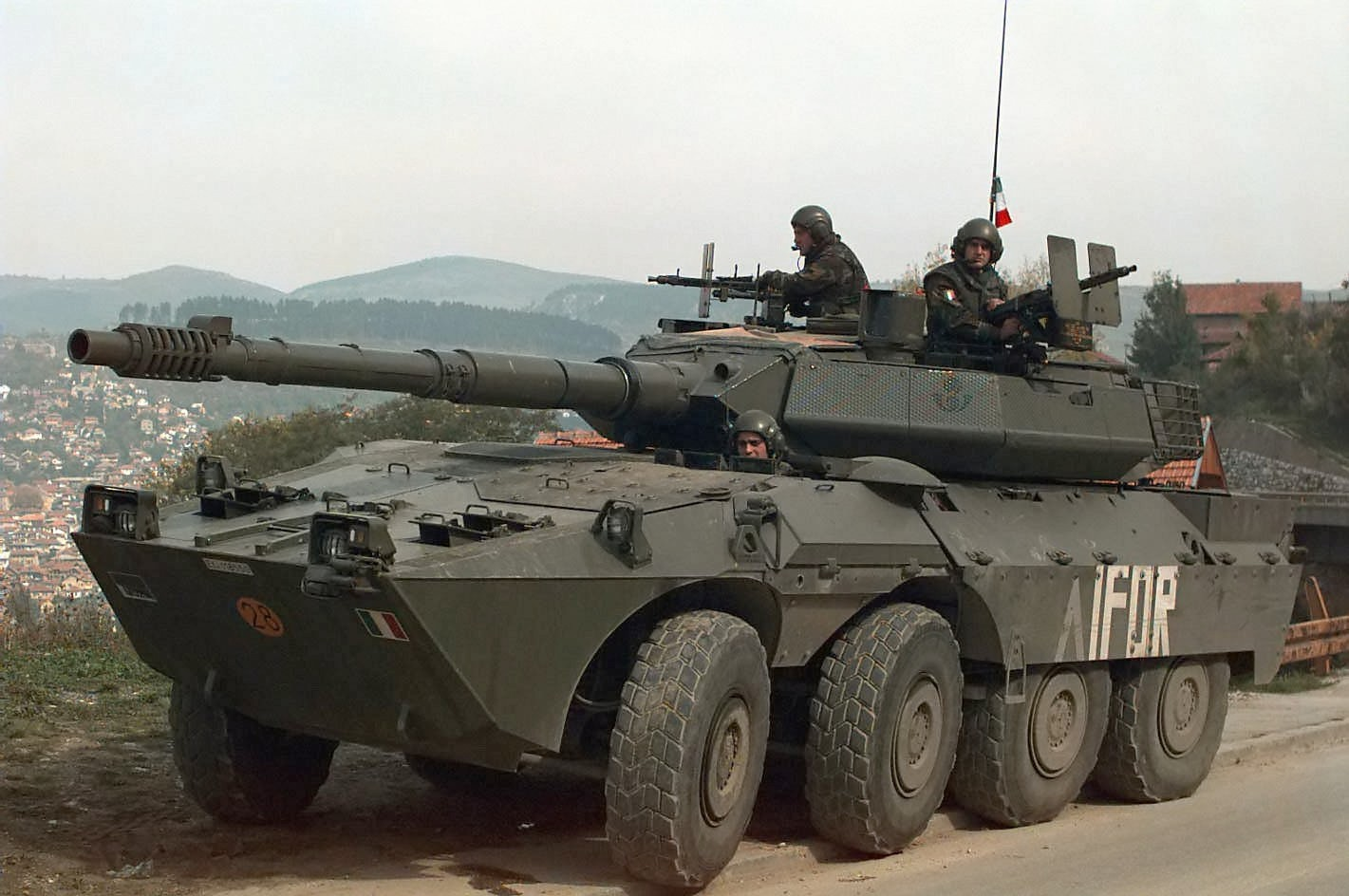
Blindato del contingente italiano in Bosnia nel 1996

La prima missione, in Libano nel 1982, fu denominata Italcon.
Dalle operazioni in Somalia del 1993 si utilizzò per la prima volta la denominazione "Italfor" per indicare il contingente italiano nella Missione Ibis I e Ibis II, cui seguì la missione Albatros in Mozambico.
Durante le prime missioni si indicavano con i nomi delle operazioni (ITALFOR "Ibis", "Albatros", "Airone", "Leonte").
Successivamente si è cominciato a indicarle con un numero romano (ITALFOR X, XV, XX, ecc.).